# 維伯爾薩特河
51°07′28″N 7°37′48″E / 51.1244277778°N 7.6301305556°E

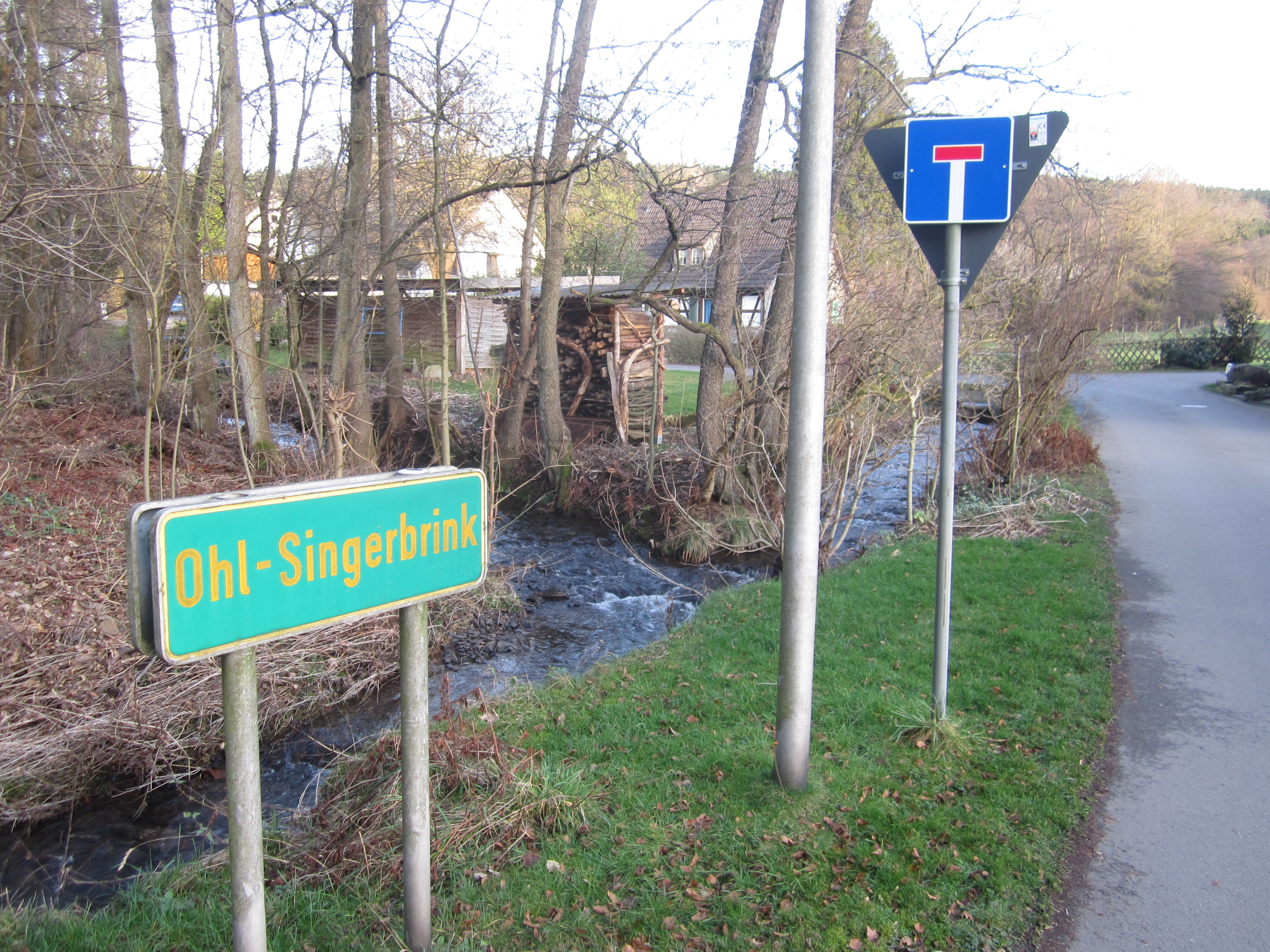

維伯爾薩特河（德語：Wiebelsaat），是德國的河流，位於該國西部，處於北萊茵-威斯特法倫州，屬於福爾默河的右支流，河道全長4.7公里，流域面積6.7平方公里。